# Cobra (linguaggio di programmazione)
Cobra è un linguaggio di programmazione general purpose, multi-paradigma, open source creato a partire dal 2008 dal programmatore californiano Chuck Esterbrook. Nato inizialmente per Windows avendo come target la piattaforma Microsoft.Net questo linguaggio è in grado di girare anche su sistema operativo Linux e su Mac sfruttando il progetto Mono (porting di .Net nel mondo *nix). Sia pure a livello embrionale è in corso anche il porting verso la piattaforma Java e verso il sistema operativo per dispositivi mobili Android. L'intento dell'autore era quello di creare uno strumento che unisse le caratteristiche a suo modo di vedere più interessanti di altri linguaggi. In particolare fonti di ispirazione sono stati C#, Python ed Eiffel, quest'ultimo in particolare per l'adozione del paradigma detto "design by contract". Il progetto non è più aggiornato dalla fine del 2013.

## Hello, World
Il seguente esempio propone il classico "Hello, World!":
```
class
 
Hello

    
def
 
main

        
print
 
'Hello, World'

```

di seguito invece abbiamo la creazione di una classe:
```
class
 
Persona

 
    
var
 
_nome
 
as
 
String

    
var
 
_eta
 
as
 
int

 
    
cue
 
init
(
nome
 
as
 
String
,
 
eta
 
as
 
int
)

        
_name
,
 
_age
 
=
 
name
,
 
age

 
    
def
 
toString
 
as
 
String
 
is
 
override

        
return
 
'Mi chiamo [_nome] ed ho [_eta] anni'

```

## Caratteristiche del linguaggio
- è un linguaggio orientato a oggetti che supporta anche molti aspetti di programmazione funzionale (chiusure, espressioni lambda)
- supporta sia la tipizzazione statica che quella dinamica e l'inferenza di tipo
- supporta nativamente le metodologie design by contract e unit test
- è in grado di sfruttare pienamente il framework .Net